# Rymosia beaucournui
Rymosia beaucournui är en tvåvingeart som beskrevs av Loïc Matile 1963. Rymosia beaucournui ingår i släktet Rymosia och familjen svampmyggor. Inga underarter finns listade i Catalogue of Life.